# Viktorija Zjilinskajte
Viktorija Jurjevna Zjilinskajte  (ryska: Виктория Юрьевна Жилинскайте, litauiska: Viktorija Žilinskaitė), född 6 mars 1989  i Uraj i dåvarande Sovjetunionen, är en rysk handbollsspelare (vänsternia).

## Klubblagsspel
Viktorija Zjilinskajte spelade från 2004 för ryska klubben GK Ufa-Alissa. Fyra år senare 2008 anslöt hon till GK Lada och var med om att vinna EHF-cupen 2012 och 2014. På sommaren 2014 skrev hon kontrakt med  ligakonkurrenten GK Astrachanotjka. Med den klubben vann hon 2016 ryska mästerskapstiteln. Samma år bytte hon klubb till GK Kuban Krasnodar. 2019 anslöt hon till återstartade ryska damhandbollsklubben CSKA Moskva. Efter en säsong i Moskva återvände hon till Kuban Krasnodar 2020.

## Landslagsspel
Zjilinskajte tillhörde den ryska landslagstruppen från 2008. Med Ryssland vann hon brons i EM 2008 i Makedonien och året efter VM-guld 2009 i Kina. Vid sommar-OS 2012 deltog hon i turneringen i London. Vid OS 2016 i Rio de Janeiro var hon med om att vinna OS-guldet. OS-turneringen blev näst sista mästerskapet i ryska landslaget. Hon spelade även EM i Sverige 2016.

## Privatliv
Viktorija Zjilinskajte har litauiskt ursprung genom sin farfar som flyttade till Ryssland. Hennes tvillingsyster Jana Zjilinskajte är också handbollsspelare och har varit rysk landslagsspelare som linjespelare.